# Зневоднення нафти

Принципова схема відстійника безперервної дії.

Зневоднення нафти (рос. обезвоживание нефти; англ. oil dehydration, нім. Erdöldehydration f) — технологічний процес відділення води від нафти з метою надати нафті товарних кондицій за вмістом води. Зневоднення нафти передбачає зазвичай попереднє руйнування емульсії нафти і води шляхом додавання деемульгаторів, нагрівання і т. ін., а відтак відстоювання.

## Загальний опис
При вилученні з пласта, русі по насоснокомпресорних трубах у стовбурі свердловини, а також по промислових трубопроводах суміші нафти і води, утворюється водонафтова емульсія.
За характером дисперсійного середовища і дисперсної фази розрізняють два типи емульсій: «Нафта у воді» і «вода в нафті». Тип емульсії, в основному, залежить від співвідношення обсягів фаз, а також від температури, поверхневого натягу на межі «нафта-вода» та ін. Однією з найважливіших характеристик емульсій є діаметр крапель дисперсної фази, так як від нього залежить швидкість їх осадження.
Розділення обводнених нафт має ряд особливостей, які обумовлені складністю вуглеводневого складу нафти і газу, наявність у воді механічних домішок, розчинених солей, колоїдних і твердих частинок, які допомагають агрегатній стійкості емульсії. За структурою і характером взаємодії фаз газонафтові емульсії поділяються наступним чином: а) емульсії зворотнього типу обводненістю до 30 %, виділення пухирців газу, із яких проходить практично так, як із вихідних без водневих нафт. Це пояснюється тим, що при малій концентрації крапель води віддаль між ними достатньо велика для виникнення перешкод при русі пухирців газу, які піднімаються;
б) емульсії зворотнього типу обводненістю від З0 % до критичної, при якій проходить інверсія фаз, а також складні емульсії. Виділення газу із зворотніх емульсій затруднено через високу концентрацію в них водного середовища. Процеси сепарації сповільнюються настільки, що необхідний час перебування рідини в сепараторі без використання методів дії збільшується багаторазово, що майже не дозволяє у звичайних сепараторах її виконати.
Для усунення аномальних структурних властивостей газоводонафтових сумішей в системі збору використовують підогрів шляхом транспортування, введення реагентів-деемульгаторів, за рахунок яких проходить зниження агрегатної і кінетичної стійкості емульсій, часткове виділення диспергованої води в самостійну фазу, що забезпечує зниження ефективної в'язкості продукції свердловин.
в) емульсії прямого типу з обводненістю нафти вище критичної і кінетично нестійкі зворотні емульсії, які, як правило, розшаровуються на два шари: водяний і нафтовий. Між ними утворюється проміжний шар, стійкість якого залежить від дисперсності складових його крапель, міцності граничних шарів нафтового прошарку, вмісту в них адсорбційних, частин асфальтенів і твердих парафінів.
Для руйнування проміжного шару потрібно забезпечити:
- достатню рухомість нафтових плівок;
- максимально можливу площу контакту з шаром вільної води.

Виділення газу і води із газорідинного потоку необхідно здійснювати у всіх елементах технологічної системи, починаючи від підводного колектора, депульсатора і сепаратора першої ступені.

## Технологія
Технологія попереднього зневоднення продукції свердловин в системі збору повинна передбачати мінімальну витрату тепла і реагентів-деемульгаторів при максимальному використанні природних факторів (здатність до розшарування).
Для руйнування емульсій застосовуються такі методи:
- гравітаційне холодне розділення;
- внутрішньотрубна деемульсація;
- термічний вплив;
- термохімічний вплив;
- електричний вплив;
- фільтрація;
- розділення в полі відцентрових сил.

Гравітаційне холодне розділення застосовується при високому вмісті води в пластовій рідині. Відстоювання проводиться у відстійниках періодичної і безперервної дії.
Як відстійники періодичної дії зазвичай використовуються сировинні резервуари, аналогічні резервуарам для зберігання нафти. Після заповнення таких резервуарів сирою нафтою вода осідає в їх нижню частину.
Процеси зневоднювання, знесолення та стабілізації нафти здійснюються на установках комплексної підготовки нафти (УКПН).
При застосуванні методу внутрішньотрубної деемульсації в міжтрубний простір експлуатаційних свердловин або на початок збірного колектора дозувальним насосом подається поверхнево-активна речовина (ПАР) — деемульгатор у співвідношенні 15–20 г на тонну нафтової емульсії, який сильно перемішується з емульсією у процесі її руху від вибою до УКПН і руйнує її. Основне призначення деемульгаторів — витіснити з поверхневого шару крапель води емульгатори — природні поверхнево-активні речовини, котрі містяться в нафті (асфальтени, нафтени, смоли, парафіни) та в пластовій воді.
Витіснивши з поверхневого шару крапель води природні речовини, що емульгують, деемульгатор створює гідрофільний адсорбційний шар, унаслідок чого крапельки води при зіткненні коалесцію-ють (зливаються) у більші краплі й осідають під дією сил гравітації. Чим ефективніший деемульгатор, тим він більше знижує міцність «броньованого» шару, створеного на поверхні диспергованих крапель води, і тим інтенсивніше руйнується емульсія.
Існуючі методи деемульсації нафти без застосування тепла й поверхнево-активних речовин малоефективні. Тому близько 80 % всієї обводненої нафти, яка видобувається, обробляють на термохімічних установках (ТХУ). Перевагами таких установок є: їх простота (теплообмінник, відстійник і насос); порівняно низька чутливість режиму роботи установки до значних змін умісту води в нафті; можливість заміни деемульгаторів при зміні характеристик емульсії без заміни устаткування й апаратури.
Електричний вплив. Нафтові емульсії типу «вода в нафті» (В/Н) можна також руйнувати в електричному полі при застосуванні електродегідраторів.
Якщо безводну нафту помістити між двома плоскими паралель-ними електродами, що знаходяться під високою напругою, то виникає однорідне електричне поле, силові лінії якого паралельні одна до одної. При заміні безводної нафти емульсією типу В/Н розташування силових ліній змінюється, й однорідність електричного поля порушується. У результаті індукції електричного поля дисперговані краплі води поляризуються і витягуються вздовж силових ліній з утворенням у вершинах крапель води електричних зарядів, протилежних зарядам електродів. Під дією основного та додаткових електричних полів відбувається спочатку впорядкований рух, а потім зіткнення крапель води.
Якщо відстань між краплями незначна, а розміри крапель порівняно великі, то сила притягування стає настільки великою, що адсорбовані на поверхні крапель води «броньовані» оболонки, які відокремлюють їх від нафти, руйнуються, внаслідок чого відбувається коалесценція (злиття) крапель води.
Фільтрація. Нестійкі емульсії іноді успішно розшаровуються при пропусканні їх через фільтрувальний шар, складений із гравію, битого скла, деревних і металевих стружок, скловати та інших матеріалів.
Деемульсація нафти за допомогою фільтрів базується на явищі селективного змочування.
Фільтри конструктивно виконуються у вигляді колон. Нафтова емульсія вводиться в колону знизу і проходить через фільтр, де вода утримується, а нафта вільно пропускається й відводиться через верх. Вода, що виділилась у фільтрі, скидається через низ колони.
Розділення водонафтових емульсій в полі відцентрових сил у центрифугах є досить ефективним методом. Значну силу інерції, яка виникає при центрифугуванні в центрифузі, використовують для розділення рідин, що мають різні густини. При цьому осадження дрібних крапель однієї рідини в іншій підпорядковується закону Стокса.
Принципова технологічна схема сепараційної установки для сепарації обводнених нафт, з врахуванням її функцій, повинна включати в додаток до базової, пристрої для відводу вільної води, деемульгатора, апаратів .
При розділенні водонафтових емульсій з низькою агрегатною стійкістю, які здатні розшаровуватися при природній температурі потоку з використанням реагента-деемульгатора (або без нього), технологічна схема включає мінімум обладнання — газовідділювач і відтісник води, блок подачі реагента .
При високих газових факторах може ускладнюватися вузол очистки газу — за рахунок включень в схему газових сепараторів.
При високих вимогах до якості води яку закачують в схеми передбачені додаткові ступені її очистки.

### Технологія сепарації нафти з високим газовмістом.
При експлуатації нафтових родовищ з високим газовмістом, який визначається газонасиченістю її в пласті, наявністю підгазових покладів (зон) або при використанні газліфтного видобутку сумарна кількість газу, яка припадає на 1м³ нафти може бути від 400 до 1500 мг і змінюватися в широких межах. Використання традиційної технології сепарації без врахування аномалії з газовмісту, нестабільності процесу і труднощі його регулювання веде до втрат нафти з газовим потоком до 250 г/м³.
Найбільш результативним технологічним заходом з розділення ГРС з високим газовмістом є попереднє розділення продукції свердловин на газову і рідинну фази, яке здійснюється за рахунок комплектації сепараційного вузла додатковим вхідним сепаратором, який встановлюють на початку процесу перед газонафтовим. Сепарація нафти здійснюється за принциповою схемою, яка включає вхідний і нафтогазовий сепаратори, а також краплевловлювач (газовий сепаратор).
У вхідному сепараторі і сепараторі-краплевловлювачі не допускається наявність рівня рідкої фази із умов вільного зливу и в нафтовий сепаратор. Висота монтажу апаратів визначається гідравлічним розрахунком в залежності від діаметру з'єднувальних трубопроводів, параметрів процесу (тиску, температури, витрати рідини) і фізико-хімічних властивостей рідини, яку сепарують.

### Технологія сепарації високов'язких нафт.
Сепарація високов'язких нафт характеризується сповільненими процесами масообміну, коалесценції і седиментації газових включень, руйнування пінного шару.
Для інтенсифікації розділення газових емульсій високов'язких нафт може бути передбачено ряд наступних заходів:
- використання трубопроводу-коаленсцера для інтенсифікації росту газових пухирців з наступним їх розшаруванням емульсії перед сепаратором
- використання фізичних методів дії (вібродія, дроселювання, турбулізація) для прискорення масообмінних процесів в підвідному трубопроводі або безпосередньо на вході в сепараційну установку
- за рахунок зміни фізико-хімічних властивостей газових емульсій, наприклад, зменшення в'язкості за рахунок підігріву, розбавлення малов'язкими нафтами або розчинниками, зниження агрегатної стійкості емульсії реагентами-піногасниками
- використання сепараторів, обладнаних коалесціруючими і піногасними внутрішніми секціями

Визначення розрахункових і конструктивних параметрів сепараційного вузла для кожного конкретного родовища високов'язкої нафти являють собою складну задачу і можуть бути здійснені тільки на основі спеціальних досліджень з особливостей розділення газорідинної суміші.

### Технологія сепарації нафт з високим вмістом сірководню і вуглекислого газу.
Для безпечних робіт при підземному ремонті свердловин розроблений спосіб нейтралізації сірководню в стовбурі свердловини, яка ремонтується з використанням технічного двоокису марганцю, який подається в свердловину в складі робочих рідин: полімерних розчинів на основі поліакриламіду і карбоксиметил-целюлози, полімерно сольових розчинів на основі поліакриламіду, хлористого кальцію, хлористого натрію і інших солей металів, міцелярних і гідрофобних розчинів.
Технологія промислової підготовки нафти з високим вмістом в газі сірководню (до 25 %) і СО2 (до 60 % і більше) вимагає суміщення всіх ступенів в одному апараті.
Для очистки нафти від сірководню використовують відпарні колони при підвищеній температурі або метод віддувши очищеним газом при температурі підготовки нафти без використання додаткового нагрівання.
Апарати, арматура, прилади контролю і управління повинні бути виконані з корозійностійких матеріалів з товщиною стінки на 3-4 мм більше товщини стінок звичайних сепараторів.
Особливістю технології сепарації нафти з високим вмістом вуглекислоти є підвищене винесення легких фракцій з газом. Величина винесення доходить до 0,8 % від ваги сепарованої нафти.
Одним із варіантів використання газу з високим вмістом вуглекислоти є його компримування і повторне закачування в пласт. При такій технології утилізації газу є можливість забрати і повернути в нафту легкі вуглеводні, які виносяться із нафти при сепарації. Високий вміст вуглекислоти призводить до вспінювання нафти і води, що погіршує процеси сепарації газу і відділення води, і приводить до використання хімічних добавок, які зменшують ціноутворення і скидання води на ранній стадії підготовки.

## Підготовка нафти на платформі
Зводиться до відділення значної частини піску, газу і води від нафти: — нафта розгазовується для трубопровідного транспорту до тиску 0,6 МПа; — ступінь обезводнення доводиться до вмісту масової долі води в нафті до 0,5; — вміст механічних домішок в масових долях до 0,05.
Знесолення нафти здійснюється на платформі не завжди: бажано доводити вміст солей до 100 мг/л, а в гіршому випадку до 1800 мг/л.
Підготовка газу на платформі полягає в його очистці від механічних домішок, максимально можливого відділення від тяжких вуглеводів і осушці. Високий пластовий тиск використовують для отримання холоду, з допомогою якого здійснюють процес відбору водяник парів і важких вуглеводнів. Крім того, на морських родовищах, особливо а холодних водах добре використовувати турбодетандери з попереднім охолодженням газу морською водою, що значно продовжує безкомпресорний період його видобутку.